# Донгуз (село)
Донгуз (рос. Донгуз) — село у Балтайському районі Саратовської області Російської Федерації.
Населення становить 1138 осіб. Належить до муніципального утворення Царевщинське муніципальне утворення.

## Історія
Населений пункт розташований у межах українського історичного та культурного регіону Жовтий Клин.
Від 23 липня 1928 року в складі Балтайського району Вольського округу Нижньо-Волзького краю.
З 1934 року підпорядковується Саратовському краю, з 1936 року — в складі Саратовської області.

## Населення
1. Н/Д[1]